# Dorcatoma
Dorcatoma is een geslacht van kevers uit de familie van de klopkevers (Anobiidae).

## Soorten
- Dorcatoma androgyna Büche, 2001
- Dorcatoma chrysomelina Sturm, 1837
- Dorcatoma dresdensis Herbst, 1792
- Dorcatoma externa Mulsant & Rey, 1864
- Dorcatoma falli White, 1965
- Dorcatoma flavicornis Fabricius, 1792
- Dorcatoma integrus (Fall, 1901)
- Dorcatoma janssoni Büche & Lundberg, 2002
- Dorcatoma lanuginosa Baudi di Selve, 1873
- Dorcatoma lomnickii Reitter, 1903
- Dorcatoma minor Zahradník, 1993
- Dorcatoma moderata White, 1966
- Dorcatoma pallicornis LeConte, 1874
- Dorcatoma palmi Zahradník, 1996
- Dorcatoma punctulata Mulsant & Rey, 1864
- Dorcatoma robusta A. Strand, 1938
- Dorcatoma setosella lucens Peyerimhoff de Fontenelle, 1926
- Dorcatoma setulosa LeConte, 1865
- Dorcatoma substriata Hummel, 1829
- Dorcatoma vaulogeri Español, 1978